# Diocesi di Pedena
La diocesi di Pedena (in latino Dioecesis Petinensis) è una diocesi soppressa e sede titolare della Chiesa cattolica.

## Territorio
La diocesi, nel centro dell'Istria, era piccola e comprendeva 12 parrocchie nelle località di Pedena, Gallignana, Lindaro, Novacco, Cerovglie, Chersicla, Cherbune (o Carbune), Berdo, Cepich, San Giovanni d'Arsa, Grimalda, Gollogorizza; e 6 cappellanie a Sarezzo, Scopliaco, Tupliaco, Grobnico, Gradigna e Previs.
Sede vescovile era la città di Pedena, dove fungeva da cattedrale la chiesa della Visitazione della Beata Vergine Maria.
Alla data della soppressione contava 12 parrocchie.

## Storia
La diocesi fu eretta in epoca antica, secondo la tradizione nel IV secolo all'epoca dell'imperatore Costantino I. Il primo vescovo della cronotassi pedenese è Niceforo nel 524, spesso confuso con il santo martire omonimo del III secolo. Il primo vescovo storicamente documentato è Marciano, che prese parte ad un sinodo di Grado all'epoca del patriarca Elia di Aquileia.
Alla data della sua erezione il capitolo era composto da quattro canonici e nella diocesi si celebrava in antico slavo ecclesiastico.
Un diploma dell'imperatore Ottone III del 26 giugno 996 confermò ai patriarchi di Aquileia il diritto di consacrare i vescovi di Pedena.
Nel 1653 una rivolta causò la distruzione del palazzo vescovile e della cattedrale. Quest'ultima fu ricostruita nel 1738 sul luogo della precedente e ristrutturata nel 1753, mentre il campanile, tra i più alti dell'Istria, fu aggiunto solo nell'Ottocento.
Il 18 aprile 1752, in forza della bolla Sacrosanctae militantis ecclesiae di papa Benedetto XIV, la diocesi entrò a far parte della nuova provincia ecclesiastica di Gorizia.
Il 19 agosto 1788 con la bolla Super specula di papa Pio VI, la diocesi, unitamente a quella di Trieste, fu soppressa e il suo territorio annesso a quello della nuova diocesi di Gradisca. Il 12 settembre 1791, in occasione del ristabilimento della diocesi di Trieste, il territorio dell'antica diocesi di Pedena rimase incorporato nella diocesi triestina fino alle modifiche territoriali introdotte il 17 ottobre  1977 con la bolla Prioribus saeculi, quando fu annesso alla diocesi di Parenzo e Pola.
Dal 1969 Pedena è annoverata tra le sedi vescovili titolari della Chiesa cattolica; dal 25 marzo 2024 il vescovo titolare è Paul Reder, vescovo ausiliare di Würzburg.

## Cronotassi

### Vescovi
- San Niceforo ? † (524)[8]
- Teodoro ? † (546)[8]
- Marciano † (menzionato tra il 577 e il 586)[9]
- Ursiniano ? † (menzionato nel 680)[10]
- Lorenzo ? † (menzionato nell'804)[11]
- Frideberto † (prima del 961 ? - dopo il 965/966)[12]
- Stefano † (menzionato nel 1015)[12]
- Voldarico † (menzionato nel 1031)[12]
- Candiano † (1060)
- Ezzo ? † (menzionato nel 1079)[12]
- Pietro I † (all'epoca del patriarca Ulrico di Eppenstein, 1185-1121)[12]
- Anonimo † (menzionato nel 1102 ?)[12]
- Gotpoldo † (1136)
- Corrado † (1170)
- Federico I † (1176)
- Vigardo † (menzionato nel 1200)
- Federico II † (1200 - 1203)
- Popone † (1203 - 1231)
- Pietro di Montemarte † (menzionato nel 1239)
- Otone da Parenzo † (1247 - 1253)
- Enrico † (menzionato nel 1254)
- Bernardo (Arnoldo) † (menzionato nel 1263)
- Viscardo † (menzionato nel 1267)
- Bernardo † (prima del 1275 - dopo il 1284)
- Ulrico † (1295 - ?)
- Odorisio Bertrami, O.P. † (1300 - 1310 deceduto)
- Enoch, O.E.S.A. † (1310 - ?)
- Demetrio † (circa 1324 - ?)
- Guglielmo † (circa 1339 - ?)
- Amanzio, O.F.M. † (17 febbraio 1343 - ? deceduto)
- Stanislao da Cracovia, O.P. † (21 aprile 1343 - ? deceduto)
- Demetrio dei Matafari † (23 febbraio 1345 - 22 febbraio 1354 nominato vescovo di Nona)
- Nicolò I † (28 marzo 1354 - ? deceduto)
- Lorenzo II † (19 aprile 1372 - ? deceduto)
- Andrea Bon, O.P. † (16 febbraio 1394 - 12 aprile 1396 nominato vescovo della Canea)
- Enrico de Wildenstein, O.E.S.A. † (12 aprile 1396 - ? deceduto)
- Paolo de Nostero, O.E.S.A. † (23 agosto 1409 - ? deceduto)
- Giovanni Straus, O.F.M. † (18 aprile 1411 - ? deceduto)
- Gregorio di Carinzia, O.E.S.A. † (14 febbraio 1418 - ?)
- Nicolò II † (1430 - 1434 deceduto)
- Pietro Giustiniani, O.P. † (10 settembre 1434 - ?)
  - Martino da Lubiana † (1445 - 1447) (scismatico)
- Jakob Krainburg † (4 gennaio 1457 - ? deceduto)
- Konrad Arensteiner † (2 dicembre 1461 - 1465 deceduto)
- Michele † (7 giugno 1465 - 1478)
- Pascasio di Gallignana † (15 aprile 1478 - 1491 deceduto)
- Giorgio Maninger † (31 gennaio 1491 - ?)
- Ludovico Ruggeri † (1501 - ?)
- Georg von Slatkonia † (prima del 1513 - 26 aprile 1522 deceduto)
- Nikolaus Creutzer, O.F.M. † (30 gennaio 1523 - 2 ottobre 1525 deceduto)
- Giovanni Barbo † (16 aprile 1526 - 16 gennaio 1547 deceduto)
- Zaccaria Giovanni Divanic † (23 maggio 1550 - 9 marzo 1562 deceduto)
- Daniele Barboli, O.P. † (4 giugno 1563 - 25 febbraio 1570 deceduto)
- Giorgio Rautgartler (Reitgherlet) † (27 aprile 1573 - 1600 deceduto)
- Antonio Zara † (13 maggio 1601 - 30 dicembre 1621 deceduto)
- Pompeo Coronini † (21 aprile 1625 - 27 gennaio 1631 nominato vescovo di Trieste)
- Antonio Marenzi † (30 gennaio 1635 - 26 aprile 1646 nominato vescovo di Trieste)
- Francesco Massimiliano Vaccano † (18 ottobre 1646 - 6 novembre 1662 nominato vescovo di Trieste)
- Paul de Tauris-Janschitz, O.F.M. † (13 agosto 1663 - 1º febbraio 1667 deceduto)
- Paul Budimir, O.F.M. † (1º ottobre 1668 - 3 aprile 1670 deceduto)
- Andreas Daniel von Rauchnach † (15 dicembre 1670 - 9 dicembre 1686 deceduto)
- Johann Markus Rosetti † (12 dicembre 1689 - 10 novembre 1691 deceduto)
- Peter Anton Gaus von Homberg † (9 marzo 1693 - 25 aprile 1716 deceduto)
- Georg Xaver Marotti † (25 aprile 1716 succeduto - 28 agosto 1740 deceduto)
- Bonifacio Cecotti, O.F.M.Ref. † (3 luglio 1741 - 1º maggio 1765 deceduto)
- Aldrago Antonio de Piccardi † (1º luglio 1766 - 31 agosto 1784 nominato vescovo di Segna e Modruš)
  - Sede vacante (1784-1788)
  - Sede soppressa e unita alla diocesi di Gradisca

### Vescovi titolari
- Josip Pavlišic † (20 agosto 1969 - 18 aprile 1974 nominato vescovo di Fiume-Segna)
- John Edward McCarthy † (23 gennaio 1979 - 19 dicembre 1985 nominato vescovo di Austin)
- Rafael Palmero Ramos † (24 novembre 1987 - 9 gennaio 1996 nominato vescovo di Palencia)
- Reinhard Marx (23 giugno 1996 - 20 dicembre 2001 nominato vescovo di Treviri)
- Valentin Pozaić, S.I. † (2 febbraio 2005 - 15 maggio 2023 deceduto)
- Paul Reder, dal 25 marzo 2024